# Bundesautobahn 369
Die Bundesautobahn 369 (Abkürzung: BAB 369) – Kurzform: Autobahn 369 (Abkürzung: A 369) ist seit dem 1. Januar 2019 eine Autobahn zwischen dem Dreieck Nordharz und dem Dreieck Bad Harzburg in Niedersachsen. Sie verbindet die Bundesautobahn 36 im Norden aus Richtung Braunschweig/Halle (Saale) mit den autobahnähnlich ausgebauten Bundesstraßen B 4 in Richtung Bad Harzburg beziehungsweise Oberharz und B 6 in Richtung Goslar/A 7.

## Verlauf
Das gesamte Straßenstück liegt im Landkreis Goslar und ist im Stadtgebiet von Bad Harzburg und Goslar gelegen. Der Nordteil der Strecke geht am Dreieck Nordharz aus der A 36 Richtung Osten/Halle (Saale) hervor. Über ein TOTSO ist die A 36 an ihren Nordteil Richtung Braunschweig/Wolfenbüttel angebunden.
Die BAB 369 führt südlich an Vienenburg vorbei. Sie verläuft durch landwirtschaftliches Gebiet, einzig das Radauer Holz ist westlich als Wald zu nennen. Am Dreieck Bad Harzburg geht die A 369 bei Westerode in die Bundesstraße 4 über, die von hier aus weiterhin vierspurig und ohne Standstreifen in das Bad Harzburger Stadtgebiet und den Harz Richtung Nordhausen in Thüringen führt. Von Westen mündet die aus Richtung Harlingerode bzw. Goslar kommende autobahnähnlich ausgebaute Bundesstraße 6 ein. Die Bahnstrecke Braunschweig–Bad Harzburg verläuft im Südteil wenige 100 Meter parallel zur Autobahn.
In südliche Fahrtrichtung ist Fahrern ein Blick auf den Harz und seine direkte Grenzlandschaft möglich. Das Stadtgebiet Bad Harzburgs, einiger umliegender Dörfer und insbesondere dem westlich liegenden Butterberg sind sehr gut zu beobachten. Auch der Sudmerberg mit dem Sender Goslar sowie die Windparks Schlewecke, Harlingerode und Immenrode sind von Norden aus gut zu erkennen. Aus südlicher Richtung sind die Gebirgszüge Harly und Großer Fallstein mit dem Windpark Druiberg in Richtung Osten zu sehen.

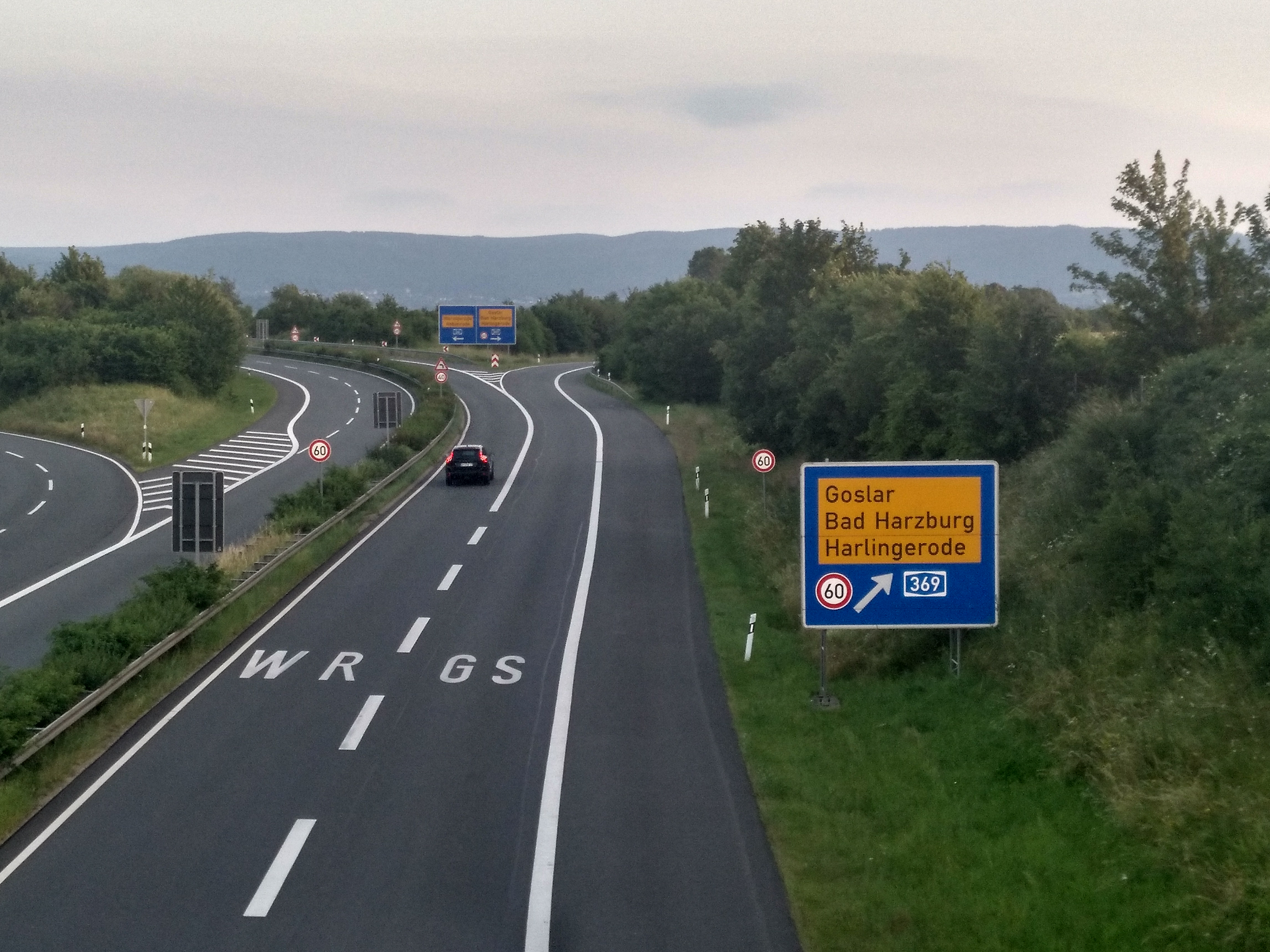
Abfahrt am Autobahndreieck Nordharz
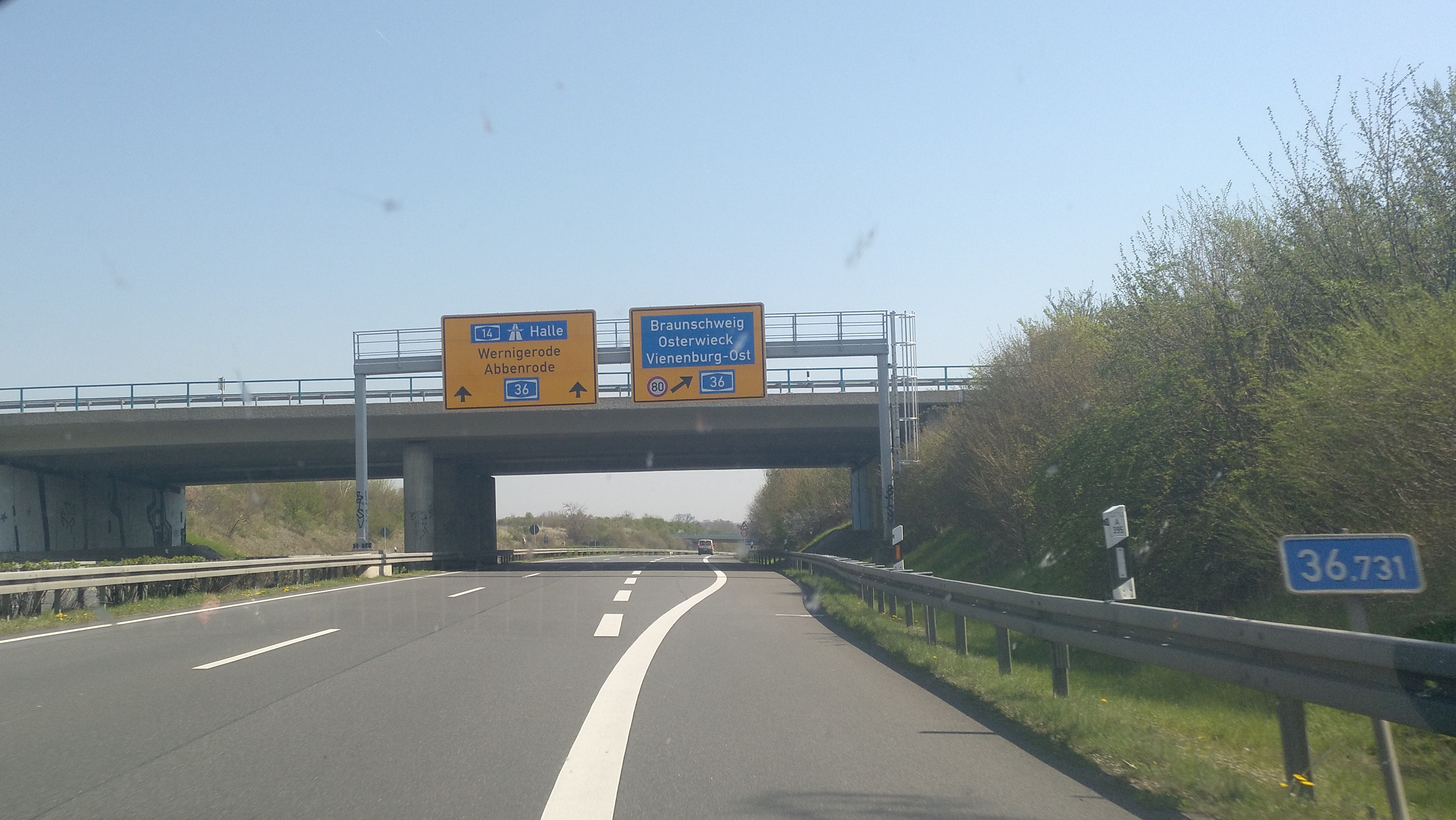
Einmündung in die A 36

## Planungsgeschichte und Bau

Ursprüngliche Planung der A 369 im Jahr 1976

Der Name basiert auf die ursprüngliche Planbezeichnung für die am 1. Januar 2019 umgewidmete Bundesautobahn 395, die zwischen dem Dreieck Bad Harzburg und dem Kreuz Braunschweig-Süd zur A 39 bei Braunschweig verlaufen sollte. Die A 369 entstand über mehrere Schritte aus der vierspurigen Ortsumgehung Vienenburg der Bundesstraße 4.
| Abschnitt                                    | km     | Freigabe      | frühere Widmungen                                                                                                |
| -------------------------------------------- | ------ | ------------- | --- |
| – westl. AD Nordharz                         | 0,6 km | 2. Okt. 2001  | (zunächst) (2. Oktober 2001 – 31. Dezember 2018)                                                                 |
| westl. AD Nordharz – südl. AS Vienenburg-Süd | 1,9 km | 19. Nov. 1972 | (19. November 1972 – 31. Dezember 1974) (1. Januar 1975 – 1. Oktober 2001) (2. Oktober 2001 – 31. Dezember 2018) |
| südl. AS Vienenburg-Süd – AD Bad Harzburg    | 1,7 km | 20. Okt. 1977 | (19. November 1972 – 31. Dezember 1974) (1. Januar 1975 – 1. Oktober 2001) (2. Oktober 2001 – 31. Dezember 2018) |

### B 4n: vor 1974

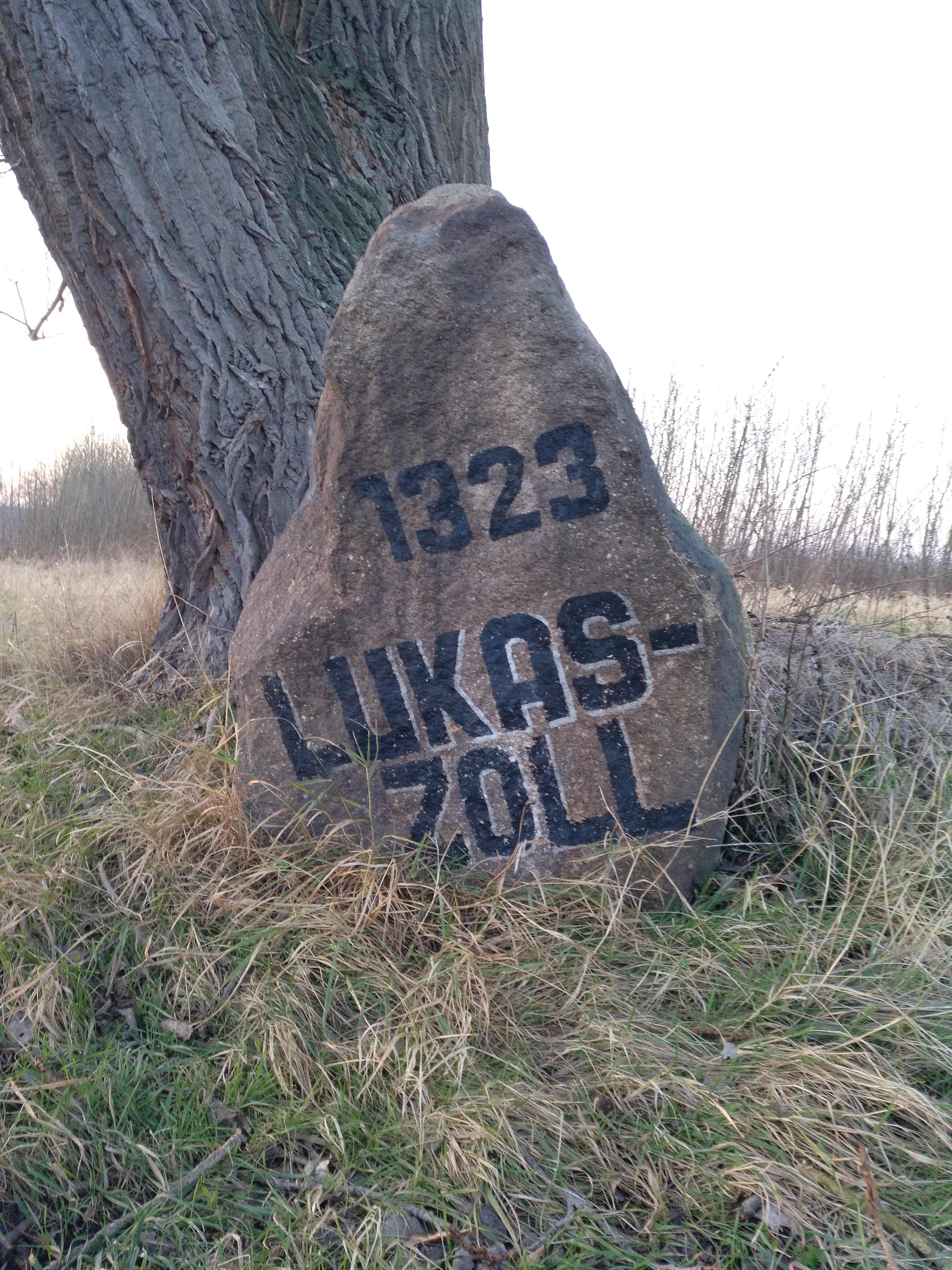
Gedenkstein für das im Zuge der Bauarbeiten abgerissene Lukaszoll

Erstmals vorgeschlagen wurde eine Neubaustrecke der B 4 zwischen Braunschweig und Bad Harzburg von einem Braunschweiger Planungsbüro im April 1953. Zu dieser Zeit nahm die Verkehrsbelastung auf den Bundesstraßen 4 und 6 als Ortsdurchfahrten von Oker, Bündheim und Bad Harzburg merklich zu, sodass sich die Frage nach einem Neubau der beiden Trassen stellte. Der Vorschlag, in welchem der heutige Verlauf in etwa vom Ende der heutigen A 369 über den Hornberg durch das Stadtgebiet verzeichnet war, wurde vom Bad Harzburger Stadtrat im November 1953 angenommen. Jedoch kam es zu keinem weiteren Fortschritt, da die damalige Gemeinde Bündheim an das Stadtgebiet nördlich angrenzte und einen gemeinsamen Flächennutzungsplan ablehnte. Mit der Erlassung des Bundesbaugesetzes am 23. Juni 1960 wurde den Gemeinden die Planungshoheit übergeben. Damit verbunden war sowohl vonseiten des Gesetzgebers als auch dem Kreisausschuss des damaligen Landkreises Wolfenbüttel, gemeinsame Pläne für die bauliche Entwicklung und hier im Zusammenhang mit dem Bau der Bundesstraßen 4 und 6 zu erstellen. Die Erarbeitung eines solchen Plans wurde vom Kreisbauamt Wolfenbüttel übernommen.
Problematisch war, dass 1962 stattdessen ein weiter westlich liegender Verlauf der B 4 über den Langenberg und südlich von Bündheim und Bad Harzburg vorgeschlagen wurde. Diese Westumgehung lehnte die Gemeinde Bündheim ab, weil sie sich in ihrer räumlichen Entwicklung eingeengt sah.
Erst im August 1969 wurde die endgültige Planung der Neubaustrecke vorgeschlagen und letztendlich als vierspurige Trasse zwischen Gut Radau und der Bad Harzburger Innenstadt realisiert, die am 18. Dezember 1971 eröffnet wurde.
Die Eröffnung des ersten Abschnitts der heutigen A 369 erfolgte am 19. November 1972. Während der Straßenerweiterung wurde die ehemalige Zollstation Lukaszoll abgerissen, die einst der Warenverzollung zwischen dem Herzogtum Braunschweig und dem Königreich Hannover an der B 4 diente.

### A 395: 1974–2001
Mit der Aufgabe der früheren Planungen der BAB 36 erhielt die Strecke zunächst die Bezeichnung A 395 und orientierte sich an der A 39. Das erste Teilstück der BAB 395 wurde 1972 als Ortsumfahrung Vienenburg errichtet, die sich zwischen der jetzigen AS Vienenburg-Nord auf der A 36 und der AS Vienenburg-Süd erstreckt. Die Kosten für den Abschnitt zwischen der AS Harlingerode und der AS Vienenburg-Süd beliefen sich auf ca. 9,3 Millionen DM (1976), das entspricht inflationsbereinigt 11,4 Millionen Euro (2018). Auf einer amtlichen Netzkarte aus dem Jahre 1976 ist die BAB 395 als Zubringer aus dem Raum Braunschweig ersichtlich. Das heutige Dreieck Bad Harzburg war als Autobahnkreuz mit der A 36 geplant, zudem sollte die A 395 nach Braunlage weitergebaut werden. Diese Planung wurde verworfen und ein vierspuriger Ausbau der B 4 erfolgte weder kreuzungsfrei noch ohne Lücken.
Das Dreieck Bad Harzburg wurde zusammen mit der B 6n bis zur Abfahrt GS-Oker/Vienenburg-West am 25. November 1982 eröffnet. Mit der Eröffnung des restlichen Abschnitts nach Goslar am 25. September 1987 wurde die A 395 mit Goslar durch eine autobahnähnliche Strecke verbunden. Der östliche Teil verfügt über einen Autobahnquerschnitt und ist als Weststück der A 36 Richtung Bielefeld/Hameln konzipiert worden.

### B 6: 2001–2018
Mit der Errichtung der B 6n zwischen den AS Vienenburg-Süd und Vienenburg-Ost der BAB 395 nach der Wende ab 1997 wurde eine durchgehende Nummerierung der B 6 möglich; dies erfolgte durch die Abstufung der BAB 395 zur B 6 am 2. Oktober 2001 zwischen dem neuen AD Vienenburg und dem AD Bad Harzburg. Seit diesem Datum war dieser Abschnitt der BAB 395 als Bundesstraße 6 gewidmet und damit eine autobahnähnliche Straße.
Nachdem Anfang 2017 eine von verschiedenen Seiten im Harz angestrebte Aufstufung der Bundesstraße 6 zwischen Vienenburg und Bernburg zur Bundesautobahn 36 Erfolg zeigte und angekündigt wurde, forderte der damalige niedersächsische Verkehrsminister Olaf Lies September 2017 in einem Schreiben an Dobrindt, zusätzlich den 2001 von der BAB 395 abgestuften Abschnitt zwischen Vienenburg und Bad Harzburg wieder heraufzustufen. Am 10. Januar 2018 kündigte das Bundesverkehrsministerium die Rückaufstufung des Streckenabschnitts zur Bundesautobahn 369 an, die im Gegensatz zur früheren Auslegung wesentlich kürzer gehalten ist und nur das Endstück umfasst, das nicht zur Aufstufung zur BAB 36 fähig ist. Die Nummerierung der ursprünglichen Planung wurde gewählt, um der BAB 36 als neue übergeordnete Autobahn gerecht zu werden. Zudem wurde verkündet, dass das bisherige Dreieck Vienenburg in Autobahndreieck Nordharz umbenannt wird.

### A 369: seit 2019

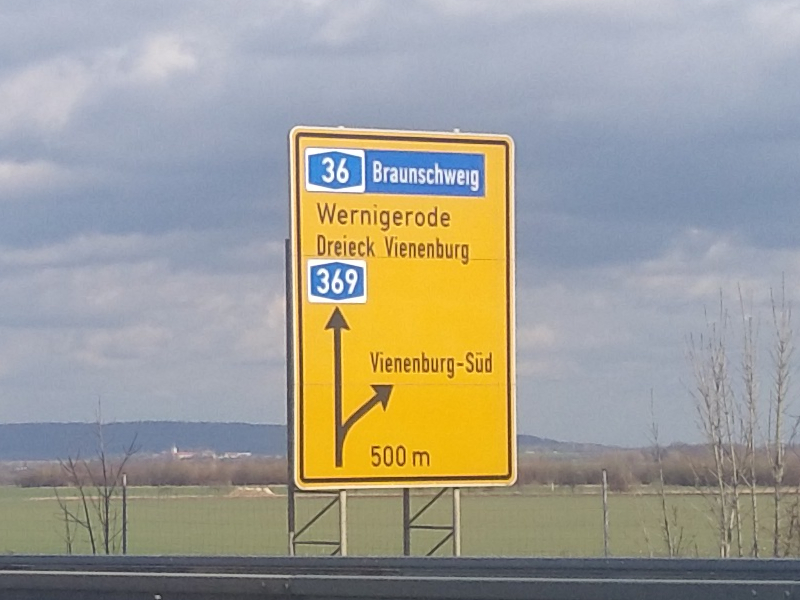
Beschilderung vor der Umrüstung, Februar 2020

Die A 369 befindet sich seit ihrer Aufstufung in einem Sanierungsprozess: Zwischen dem 13. Juni 2018 und dem Dezember 2018 wurde die westliche Fahrbahn der Strecke sowie die Westabschnitte der Ausfahrten Vienenburg-Süd und Harlingerode saniert. Die anschließende Sanierung der östlichen Fahrbahn wurde am 27. Mai 2019 mit der Sanierung der Mittelleitplanken eingeleitet. Zwischen dem 15. August und Dezember 2019 erfolgte anschließend die Fahrdeckensanierung. Ab dem 26. Februar 2020 wurden zwei Wochen lang Restarbeiten durchgeführt. Die Baukosten für die Sanierung der A 369 betrugen insgesamt rund 4,3 Millionen Euro. Außerdem wurden bis Januar 2024 die Schilder der ausgetauscht und Schilderbrücken ergänzt, die zuvor auf dem Streckenbestand nicht vorhanden waren. Als Begründung wurde die Umsetzung der RWBA 2000 angegeben.

## Rezeption
Die Aufstufung und die daraus entstehenden Kosten in Höhe von 2,7 Millionen Euro auf der A 369 werden gemischt bewertet. Der Vorsitzende des niedersächsischen Steuerzahlerbunds Bernhard Zentgraf bezeichnet die Aufstufung im September 2019 als Teil eines „Umbenennungswahns“ und kritisiert die Aufbringung von öffentlichen Steuergeldern dafür. Politiker aus verschiedenen Parteien bewerteten die Aufstufung hingegen positiv.